# Monensina
La monensina es un antibiótico poliéter  aislado de Streptomyces cinnamonensis.  Se usa extensamente en la alimentación de animales rumiantes .
La estructura de esta sustancia fue descripta por primera vez por Agtarap et al. en 1967, y fue el primer antibiótico polieter en tener su estructura elucidada de esta forma. La primera síntesis total de la monensina fue informada en 1979 por Kishi et al.

## Mecanismo de acción

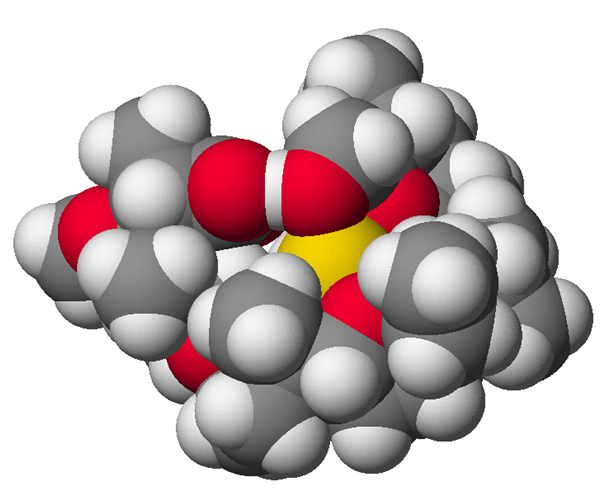
La estructura del complejo sodio (Na^{+}) de monensina A.

La monensina A es un ionóforo relacionado con los éter de coronas con una preferenccia a formar complejos con cationes monovalentes tales como: Li+, Na+, K+, Rb+, Ag+, y Ti+. Es capaz de transportar estos cationes a través de membranas lipídicas de células en un intercambio electroneutral (i.e. no despolarizante), cumpliendo un importante rol como un Na+/H+ exchanger. Estudios recientes han mostrado que la monensina puede transportar iones sodio a través de la membrana de forma electrogénica y electroneutra. 
Este enfoque explica la habilidad ionoférica —y en consecuencia las propiedades antibacterianas— no solo de la monensina, sino también de sus derivados que no poseen grupos carboxílicos. Bloquea el transporte (intracelular) de proteínas, y exhibe actividad como antibiótico antimalaria, y otras actividades biológicas.